# Simon Maier
Simon Maier (* 1. Januar 1987 in Schongau) ist ein deutscher Eishockeyspieler, der auf der Position des Rechten Flügels spielt.

## Karriere
Simon Maier begann seine Laufbahn 2003 beim SC Riessersee in der Deutschen Nachwuchsliga, wo er zwei Jahre aufs Eis ging. Die Saison 2005/06 bestritt er für die Garmisch-Partenkirchener in der Oberliga, wo er in der Vorsaison bereits viermal zum Einsatz kam und fünf Punkte erzielte.
Während der Saison 2006/07 schnürte er die Schlittschuhe für den EC Peiting in der Oberliga und absolvierte ein Spiel für den EHC München in der 2. Bundesliga. Ab 2007 bestritt er erneut zwei Spielzeiten für den SC Riessersee in der 2. Bundesliga, bevor er 2009 zu dessen Ligakonkurrenten Schwenninger Wild Wings wechselte.
In der Saison 2010/11 spielte Simon Maier ab Dezember, mit einer Förderlizenz ausgestattet, für den SC Riessersee. Im Sommer 2011 wechselte Maier zu Deggendorf Fire, nachdem er in den Kaderplanungen des SC Riessersee keine Rolle mehr spielte.
In der Saison 2012/13 spielte er für den ESC Vilshofen in der bayrischen Landesliga Nord-Ost. Zur Saison 2013/2014 kehrt Maier zu Deggendorf Fire zurück.

## International
Simon Maier vertrat die deutsche U18-Nationalmannschaft bei der U18-Weltmeisterschaft 2005, wo er in sechs Spielen eine Vorlage erzielen konnte.

## Erfolge und Auszeichnungen
- 2011 Oberliga-Meister mit dem SC Riessersee

## Karrierestatistik
|                      |                      |                      |     | Hauptrunde | Hauptrunde | Hauptrunde | Hauptrunde | Hauptrunde |   | Play-Offs | Play-Offs | Play-Offs | Play-Offs | Play-Offs |
| Saison               | Team                 | Liga                 | Sp  | T          | A          | Pkt        | SM         | Sp         | T | A         | Pkt       | SM        |           |           |
| -------------------- | -------------------- | -------------------- | --- | ---------- | ---------- | ---------- | ---------- | ---------- | - | --------- | --------- | --------- | --------- | --------- |
| 2004/05              | SC Riessersee        | OL                   | 1   | 0          | 0          | 0          | 0          | –          | – | –         | –         | –         |           |           |
| 2005/06              | SC Riessersee        | OL                   | 51  | 11         | 13         | 24         | 46         | –          | – | –         | –         | –         |           |           |
| 2006/07              | EC Peiting           | OL                   | 42  | 15         | 9          | 24         | 0          | –          | – | –         | –         | –         |           |           |
| 2006/07              | EHC München          | 2. BL                | 1   | 0          | 0          | 0          | 0          | –          | – | –         | –         | –         |           |           |
| 2007/08              | SC Riessersee        | 2. BL                | 52  | 5          | 11         | 16         | 18         | 7          | 0 | 0         | 0         | 2         |           |           |
| 2008/09              | SC Riessersee        | 2. BL                | 35  | 10         | 3          | 13         | 12         | 6          | 0 | 1         | 1         | 0         |           |           |
| 2010/11              | SERC Wild Wings      | 2. BL                | 9   | 0          | 1          | 1          | 2          | –          | – | –         | –         | –         |           |           |
| 2010/11              | SC Riessersee        | OL                   | 21  | 2          | 3          | 5          | 37         | 5          | 0 | 0         | 0         | 2         |           |           |
| 2011/12              | Deggendorf Fire      | OL                   | 24  | 6          | 3          | 9          | 63         | –          | – | –         | –         | –         |           |           |
| 2012/13              | ESC Vilshofen        | LL                   | 18  | 18         | 17         | 35         | -          | –          | – | –         | –         | –         |           |           |
| 2. Bundesliga gesamt | 2. Bundesliga gesamt | 2. Bundesliga gesamt | 97  | 15         | 15         | 30         | 32         | 13         | 0 | 1         | 1         | 2         |           |           |
| Oberliga gesamt      | Oberliga gesamt      | Oberliga gesamt      | 139 | 34         | 28         | 53         | 62         | 5          | 0 | 0         | 0         | 2         |           |           |
| Landesliga gesamt    | Landesliga gesamt    | Landesliga gesamt    | 18  | 18         | 17         | 35         | -          | -          | - | -         | -         | -         |           |           |

(Legende zur Spielerstatistik: Sp oder GP = absolvierte Spiele; T oder G = erzielte Tore; V oder A = erzielte Assists; Pkt oder Pts = erzielte Scorerpunkte; SM oder PIM = erhaltene Strafminuten; +/− = Plus/Minus-Bilanz; PP = erzielte Überzahltore; SH = erzielte Unterzahltore; GW = erzielte Siegtore; 1 Play-downs/Relegation; Kursiv: Statistik nicht vollständig)